# 謝恩詔
謝恩詔為中國清朝武官官員，本籍福建同安。行伍出身的謝恩詔於1810年（嘉慶15年）奉旨接替朱天奇，於台灣地區擔任台灣水師協副將。而隸屬台灣鎮之下的此官職是台灣清治時期的這階段，全台灣的海防軍事層級最高武將，其統帥三標水營，數千名水師兵勇。1812年任滿升任浙江黃巖總兵。
| 前任： 朱天奇 | 台灣水師協副將 1810年上任 | 繼任： 蔡安國 |